# Agram 2000
El Agram 2000 es un subfusil de origen croata que está basado en el Beretta M12 italiano. Posee una empuñadura ergonómica, y delante del cargador tiene una empuñadura con una abertura para el dedo pulgar. Una palanca selectora permite elegir disparar en modo automático y semiautomático, además del seguro. Fue utilizado en la guerra de Kosovo, la Guerra de Croacia y la de Bosnia.